# Vittorio Cioni
Pour les articles homonymes, voir Cioni.
Vittorio Cioni, né le 12 octobre 1900 à San Romano (it), une frazione de la commune de Pise et mort le 29 septembre 1981 à Livourne, est un rameur d'aviron italien. 

## Carrière
Vittorio Cioni participe aux Jeux olympiques de 1932 à Los Angeles. Il remporte la médaille d'argnt en huit, avec Renato Barbieri, Mario Balleri, Renato Bracci, Dino Barsotti, Roberto Vestrini, Guglielmo Del Bimbo, Enrico Garzelli et Cesare Milani.